# Discographie de Jellyfish Entertainment
Ci-dessous se trouve une liste des albums sortis sous le label discographique Jellyfish Entertainment depuis 2007.
Code couleur des albums projets
- Jelly Christmas - Singles en collaboration avec les artistes de Jellyfish pour les fêtes de fin d'année
- Y.Bird from Jellyfish Island
- Jelly Box - singles de la chaîne musicale

## 2007
| Date de sortie | Titre                             | Artiste       | Langue | Type   | Format         |
| -------------- | --------------------------------- | ------------- | ------ | ------ | -------------- |
| 19 octobre     | Parting Once Again (한번 더 이별) | Sung Si-kyung | Coréen | Single | Téléchargement |

## 2008
| Date de sortie | Titre                                                    | Artiste       | Langue | Type            | Format         |
| -------------- | -------------------------------------------------------- | ------------- | ------ | --------------- | -------------- |
| 12 juin        | Here In My Heart (여기 내 맘속에)                        | Sung Si-kyung | Coréen | Album studio    | NC             |
| 14 août        | Vitamin (비타민)                                         | Park Hak-ki   | Coréen | Single          | Téléchargement |
| 20 novembre    | Vol.1 Welcome To The Fantastic World (ft. Park Hyo-shin) | Hwang Project | Coréen | Mini-album (EP) | Téléchargement |
| 24 novembre    | Here In My Heart (*Special Edition)                      | Sung Si-kyung | Coréen | Album studio    | NC             |

## 2009
| Date de sortie | Titre                | Artiste         | Langue | Type         | Format             |
| -------------- | -------------------- | --------------- | ------ | ------------ | ------------------ |
| 23 avril       | Polaroid             | Kim Hyeong-jung | Coréen | Album studio | NC                 |
| 15 septembre   | Gift Part 1          | Park Hyo-shin   | Coréen | Album studio | CD, téléchargement |
| 27 octobre     | (부른다) (Calling)   | Seo In-guk      | Coréen | Album single | CD, téléchargement |
| 30 octobre     | (달려와) (Run to Me) | Seo In-guk      | Coréen | Single       | Téléchargement     |

## 2010
| Date de sortie | Titre                            | Artiste                                                                                             | Langue | Type            | Format             |
| -------------- | -------------------------------- | --------------------------------------------------------------------------------------------------- | ------ | --------------- | ------------------ |
| 5 janvier      | Should we Marry? (우리 결혼할까) | Lisa                                                                                                | Coréen | Single          | Téléchargement     |
| 6 mai          | Just Beginning                   | Seo In-guk                                                                                          | Coréen | Mini-album (EP) | CD, téléchargement |
| 10 août        | 애기야 (Aegiya)                  | Seo In-guk                                                                                          | Coréen | Album repackage | NC                 |
| 28 septembre   | It’s You (그대네요)              | Sung Si-kyung                                                                                       | Coréen | Single          | Téléchargement     |
| 22 novembre    | Take                             | Seo In-guk                                                                                          | Coréen | Single          | Téléchargement     |
| 6 décembre     | Jelly Christmas                  | Sung Si Kyung, Park Hyo-shin, Seo In-guk, Brian Joo, Lisa, Park Hak-ki, Kim Hyeong-jung et Kyun Woo | Coréen | Single          | Téléchargement     |
| 13 décembre    | Gift Part 2                      | Park Hyo-shin                                                                                       | Coréen | Album studio    | CD, téléchargement |

## 2011
| Date de sorie | Titre                | Artiste                                                                            | Langue            | Type            | Format             |
| ------------- | -------------------- | ---------------------------------------------------------------------------------- | ----------------- | --------------- | ------------------ |
| 31 mars       | Broken               | Seo In-guk                                                                         | Coréen            | Single          | Téléchargement     |
| 7 avril       | UNVEILED             | Brian Joo                                                                          | Coréen et anglais | Mini-album (EP) | CD, téléchargement |
| 10 août       | Shake it up          | Seo In-guk                                                                         | Coréen            | Single          | Téléchargement     |
| 15 septembre  | The First (처음)     | Sung Si-kyung                                                                      | Coréen            | Album studio    | CD, téléchargement |
| 2 décembre    | Jelly Christmas 2011 | Sung Si Kyung, Brian Joo, Seo In-guk, Park Hak-ki, Park Jang-hyun et Hwang Project | Coréen            | Single          | Téléchargement     |

## 2012
| Date de sortie | Titre                                           | Artiste                                                         | Langue            | Type            | Format             |
| -------------- | ----------------------------------------------- | --------------------------------------------------------------- | ----------------- | --------------- | ------------------ |
| 26 janvier     | Reborn Part 1                                   | Brian Joo                                                       | Coréen et anglais | Album studio    | NC                 |
| 22 mars        | Gift E.C.H.O                                    | Park Hyo-shin                                                   | Coréen            | Album spécial   | CD, téléchargement |
| 12 avril       | Perfect Fit                                     | Seo In-guk                                                      | Coréen            | Mini-album (EP) | NC                 |
| May 24         | Super Hero                                      | VIXX                                                            | Coréen            | Single          | CD, téléchargement |
| 14 juin        | Y.Bird from Jellyfish Island with Lee Seok Hoon | Lee Seok-hoon                                                   | Coréen            | Single          | Téléchargement     |
| 14 août        | Rock Ur Body                                    | VIXX                                                            | Coréen            | Single          | CD, téléchargement |
| 6 décembre     | Jelly Christmas 2012 Heart Project              | Sung Si-kyung, Park Hyo-shin, Lee Seok-hoon, Seo In-guk et VIXX | Coréen            | Single          | Téléchargement     |

## 2013
| Date de sortie | Titre                                          | Artiste                                                         | Langue | Type                 | Format             |
| -------------- | ---------------------------------------------- | --------------------------------------------------------------- | ------ | -------------------- | ------------------ |
| 17 janvier     | On and On                                      | VIXX                                                            | Coréen | Single               | CD, téléchargement |
| 4 février      | Y.BIRD from Jellyfish Island With Seo In Guk   | Seo In-guk                                                      | Coréen | Single               | Téléchargement     |
| 12 avril       | With Laughter or with Tears                    | Seo In-guk                                                      | Coréen | Single               | Téléchargement     |
| 20 mai         | Hyde                                           | VIXX                                                            | Coréen | Mini-album (EP)      | CD, téléchargement |
| 31 juillet     | Jekyll (Repackage de Hyde)                     | VIXX                                                            | Coréen | Mini-album (EP)      | CD, téléchargement |
| 11 octobre     | Y.BIRD from Jellyfish Island With VIXX & OKDAL | VIXX et OKDAL                                                   | Coréen | Single               | Téléchargement     |
| 8 novembre     | Only U                                         | VIXX                                                            | Coréen | Single de pré-sortie | Téléchargement     |
| 25 novembre    | Voodoo                                         | VIXX                                                            | Coréen | Album studio         | CD, téléchargement |
| 12 décembre    | 겨울 고백 (Jelly Christmas 2013)               | VIXX, Sung Si-kyung, Park Hyo-shin, Seo In-guk et Little Sister | Coréen | Single               | Téléchargement     |

## 2014
| Date de sortie | Titre                                | Artiste       | Langue   | Type             | Format                 |
| -------------- | ------------------------------------ | ------------- | -------- | ---------------- | ---------------------- |
| 28 mars        | Wildflower                           | Park Hyo-shin | Coréen   | Single           | Téléchargement         |
| 14 mai         | Bomtanaba (Mellow Spring)            | Seo In-guk    | Coréen   | Single           | Téléchargement         |
| 27 mai         | Eternity                             | VIXX          | Coréen   | Single           | CD, téléchargement     |
| 2 juillet      | Darkest Angels                       | VIXX          | Coréen   | Album compilatif | CD, téléchargement     |
| 5 août         | Y.BIRD from Jellyfish with LYn X Leo | Leo et LYn    | Coréen   | Single           | Téléchargement         |
| 14 octobre     | Error                                | VIXX          | Coréen   | Mini-album (EP)  | CD, téléchargement     |
| 24 novembre    | HAPPY TOGETHER                       | Park Hyo-shin | Coréen   | Single           | Téléchargement         |
| 8 décembre     | Winter Wonderland                    | Sung Si-kyung | Coréen   | Album remake     | NC                     |
| 10 décembre    | Error                                | VIXX          | Japonais | Single           | Téléchargement, CD+DVD |

## 2015
| Date de sortie | Titre                      | Artiste                                        | Langue   | Type            | Format                  |
| -------------- | -------------------------- | ---------------------------------------------- | -------- | --------------- | ----------------------- |
| 24 février     | Boys' Record               | VIXX                                           | Coréen   | Single spécial  | CD, téléchargement      |
| 6 avril        | Shine Your Light           | Park Hyo-shin                                  | Coréen   | Single          | Téléchargement          |
| 24 juin        | Gap                        | Ken et Hani                                    | Coréen   | Single          | Téléchargement          |
| 7 juillet      | Error                      | VIXX                                           | Chinois  | Single          | Téléchargement          |
| 17 août        | Beautiful Liar             | VIXX LR                                        | Coréen   | Mini-album (EP) | CD, téléchargement      |
| 9 septembre    | Can’t Say                  | VIXX                                           | Japonais | Single          | CD＋DVD, téléchargement |
| 10 novembre    | Chained Up                 | VIXX                                           | Coréen   | Album studio    | CD, téléchargement      |
| 25 novembre    | Chained Up                 | VIXX                                           | Chinois  | Single          | Téléchargement          |
| 15 décembre    | Jelly Christmas 2015 – 4랑 | Seo In-guk, VIXX, Park Jung-ah et Park Yoon-ha | Coréen   | Single          | Téléchargement          |

## 2016
| Date de sortie | Titre                                | Artiste                      | Langue   | Type             | Format                  |
| -------------- | ------------------------------------ | ---------------------------- | -------- | ---------------- | ----------------------- |
| 27 janvier     | Depend on Me                         | VIXX                         | Japonais | Album studio     | CD＋DVD, téléchargement |
| 8 mars         | Seasons of the Heart                 | Seo In-guk                   | Coréen   | Single           | Téléchargement          |
| 12 mars        | [R.EBIRTH]                           | Ravi                         | Coréen   | Mixtape          | Streaming               |
| 19 avril       | Zelos                                | VIXX                         | Coréen   | Single           | CD, téléchargement      |
| 8 juin         | Summer Night’s Picnic (여름밤피크닉) | Park Yoon-ha x Yoo Seung-woo | Coréen   | Single           | Téléchargement          |
| 28 juin        | Act. 1 The Little Mermaid            | Gugudan                      | Coréen   | Mini-album (EP)  | CD, téléchargement      |
| 29 juin        | 花風 (Hana-Kaze) (花風)              | VIXX                         | Japonais | Single           | CD＋DVD, téléchargement |
| 14 juillet     | DamnRa (ft. SAM&SP3CK)               | Ravi                         | Coréen   | Single           | Téléchargement          |
| 12 août        | Hades                                | VIXX                         | Coréen   | Single           | CD, téléchargement      |
| 27 septembre   | Who are U? (ft. Superbee)            | Ravi                         | Coréen   | Single           | Streaming               |
| 31 octobre     | Kratos                               | VIXX                         | Coréen   | Mini-album (EP)  | CD, téléchargement      |
| 21 novembre    | Ker                                  | VIXX                         | Coréen   | Album compilatif | CD＋DVD, téléchargement |
| 23 novembre    | Flower Way (꽃길)                    | Sejeong                      | Coréen   | Single           | Téléchargement          |